# Berwick St. John
Berwick St. John is een civil parish] in het Engelse graafschap Wiltshire. In 2001 telde het dorp 398 inwoners.